# Station Racibórz Lokomotywownia
Station Racibórz Lokomotywownia is een spoorwegstation in de Poolse plaats Racibórz Studzienna.